# Cale Kalay

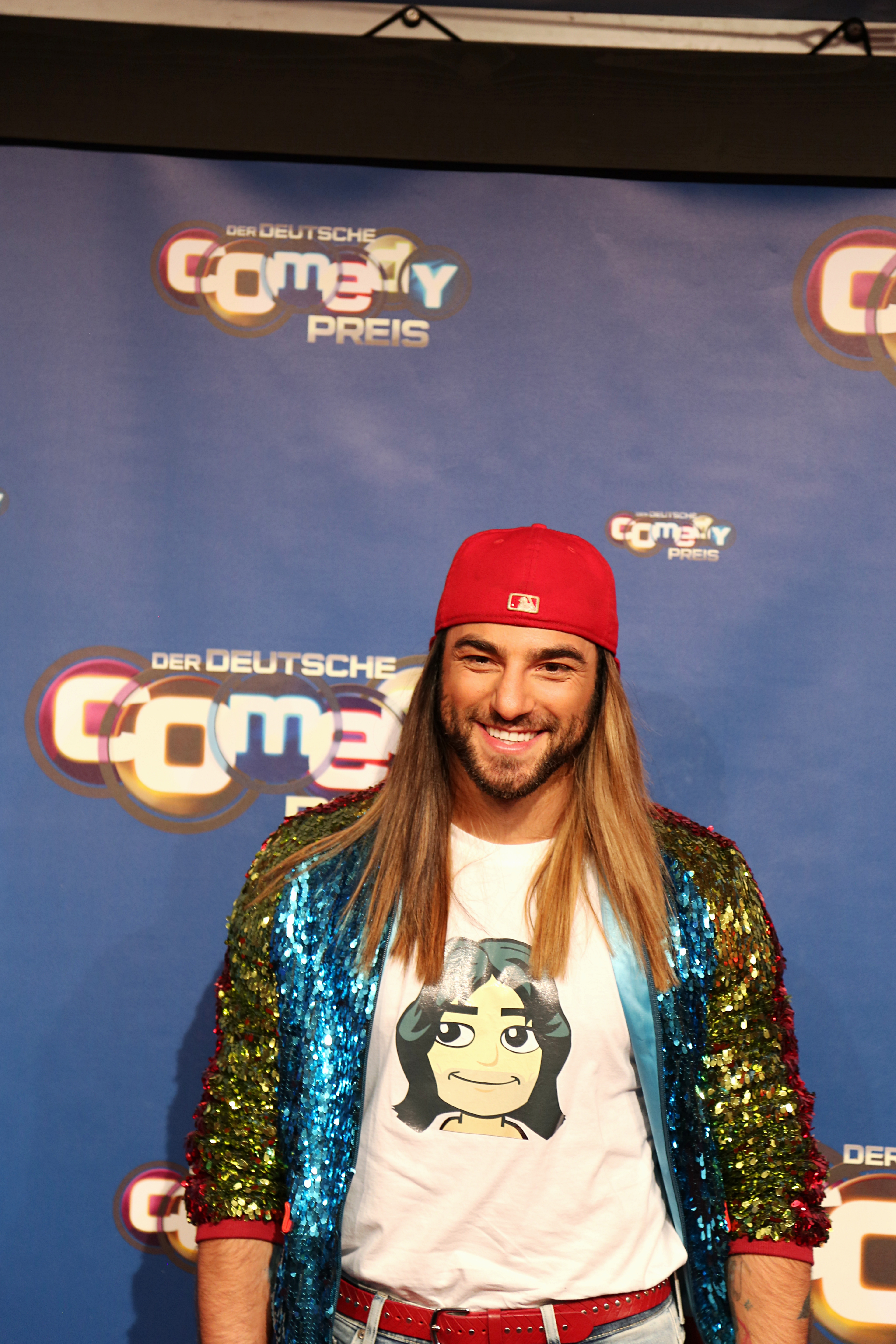
Cale Kalay beim Deutschen Comedypreis 2017

Cale Kalay (* 28. Juli 1986 in Belgrad, Jugoslawien) ist ein jugoslawisch-deutscher Entertainer, Creative Director, Produzent, Sänger und Tänzer.

## Leben
Cale Kalay wurde 1986 in Belgrad als Sohn eines jugoslawischen Musikers und einer jugoslawischen Krankenschwester geboren. Im Alter von sieben Jahren zog er mit seiner Familie nach Deutschland. Während seiner Schulzeit erlernte er den karnevalistischen Tanzsport.

## Künstlerischer Werdegang
2006 nahm Kalay an der Castingshow You Can Dance von Sat.1 teil und kam unter die Top Sechs. Im Anschluss arbeitete er als Tänzer und Coach für Kylie Minogue, Robin Schulz, Donna Summer, Anastacia, Sugababes, David Garrett, Katherine Jenkins, Kim Wilde, Ronan Keating, Sarah Connor, Mandy Capristo, Monrose und Helene Fischer. Von 2010 bis 2015 arbeitete Kalay als Tänzer für Helene Fischer und übernahm bei ihren Tourneen die Rolle des Dance Captains und des Lead-Dancers. 2012 sang er auf Fischers Für einen Tag-Tour ein Duett mit ihr. 2015 beendete Kalay seine Karriere als Tänzer.
Kalay spielte in Musicals wie Die Rocky Horror Show, Dirty Dancing und Tanz der Vampire. In den Jahren 2016 und 2017 erhielt er die Hauptrolle an der Seite von Drew Sarich im Wiener Musical Luna.
In den Jahren 2016 und 2017 saß Kalay als Juror in den ersten beiden Staffeln der Fernsehsendung Dance Dance Dance bei RTL und bewertete dort prominente Kandidaten, die internationale Musikvideos nachtanzen mussten. 2019 war er Jurymitglied in der SAT.1-Sendung Dancing on Ice. Seit 2021 ist Kalay Choreograph und Creative Director für die No Angels. Er ist verantwortlich für Konzept und Choreographie für die beiden Musikvideos zu Daylight in Your Eyes und Still in Love with You, die Auftritte der No Angels, ihr Jubiläumskonzert im Juni 2021 sowie die Celebration Tour im Herbst 2022.

## Arbeit
Musikvideos
- Maria Voskania – Ich seh nur dich[5] • Konzept/Creative Producer 2017
- Maria Voskania – Küss mich[6] • Konzept/Creative Producer 2017
- Helene Fischer – Achterbahn[7] • Konzept/Creative Producer 2017
- Michelle – Vorbei vorbei[8] • Creative Director/Choreograph/Konzept* 2020
- Michelle – Anders ist gut[9] • Creative Director/Choreograph/Konzept* 2020
- No Angels – Daylight in Your Eyes[10] • Creative Director/Choreograph/Konzept* 2021
- No Angels – Still in Love with you[11] • Creative Director/Choreograph/Konzept* 2021
- Helene Fischer – Vamos a Marte[12] • Choreograph* 2021
- Apache 207 – 2sad2disco[13] • Choreograph* 2021
- Helene Fischer – Volle Kraft voraus[14]• Choreograph* 2021
- Twenty4Tim – BLING BLING[15]• Choreograph 2022
- Twenty4Tim – Gönn Dir[16]•Creative Director/Creative Producer/Konzept 2022
- Twenty4Tim – Galaxy[17]•Creative Director/Creative Producer/Konzept 2022
- Alicia Awa – Rosen[18]•Creative Director/Konzept 2023
- Helene FischerSo wie ich bin – Die Tournee[19] |2010 |Tänzer/Dance Captain
- Helene FischerLive mit Band und Orchester[20] |2011 |Tänzer/Dance Captain
- Helene FischerFür einen Tag LIVE[21] |2012 |Tänzer/Dance Captain / Sänger
- Helene Fischer Das Sommer-Open-Air[22] |2013 |Tänzer/Dance Captain
- Helene Fischer Farbenspiel Live Arena Tour[23] |2014 |Tänzer/Dance Captain
- Helene Fischer Farbenspiel Live Stadion Tour[24] |2015 |Tänzer/Dance Captain**
- Helene Fischer Die Stadion Tour Live[25] |2018 |Regie/Konzept
- Michelle TABU Live[26] |2019 |Regie/Konzept
- No Angels Celebration Tour[27] |2022 |Regie/Konzept*
- Helene Fischer Live in München[28] |2022 |Creative Consultant*
- Helene Fischer Rausch LIVE[29] |2023 |Creative Consultant/Co-Choreograph* |}

*in Zusammenarbeit mit Sarah Hammerschmidt **letzter Auftritt als Tänzer

## Belege
1. 1 2  Alle Infos & News zu Cale Kalay | RTL.de. In: rtl.de. (rtl.de [abgerufen am 11. Dezember 2017]).
2. ↑  Cale Kalay – Dance Dance Dance - Jury: Wer ist Cale Kalay?
3. 1 2 3  Cale Kalay - Dance Dance Dance - Jury: Wer ist Cale Kalay? 3. September 2016 (salsa-und-tango.de [abgerufen am 11. Dezember 2017]).
4. ↑  Cale Kalay: Steckbrief, Bilder und News. Archiviert vom Original (nicht mehr online verfügbar) am 12. Dezember 2017; abgerufen am 11. Dezember 2017.  Info: Der Archivlink wurde automatisch eingesetzt und noch nicht geprüft. Bitte prüfe Original- und Archivlink gemäß Anleitung und entferne dann diesen Hinweis.
5. ↑  Maria Voskania - Ich seh nur dich (Offizielles Musikvideo). Abgerufen am 4. Oktober 2021 (deutsch).
6. ↑  Maria Voskania - Küss mich (Offizielles Musikvideo). Abgerufen am 4. Oktober 2021 (deutsch).
7. ↑  Helene Fischer - Achterbahn. Abgerufen am 4. Oktober 2021 (deutsch).
8. ↑  Michelle - VORBEI VORBEI (Offizielles Musikvideo). Abgerufen am 4. Oktober 2021 (deutsch).
9. ↑  Michelle - Anders ist gut (Offizielles Musikvideo). Abgerufen am 4. Oktober 2021 (deutsch).
10. ↑  No Angels - Daylight In Your Eyes (Celebration Version) (Official Video). Abgerufen am 4. Oktober 2021 (deutsch).
11. ↑  No Angels - Still In Love With You (Celebration Version) (Official Video). Abgerufen am 4. Oktober 2021 (deutsch).
12. ↑  Helene Fischer feat. Luis Fonsi – Vamos a Marte (Offizielles Musikvideo). Abgerufen am 4. Oktober 2021 (deutsch).
13. ↑  Apache 207 - 2sad2disco (Kapitel I - Official Video). Abgerufen am 4. Oktober 2021 (deutsch).
14. ↑  Helene Fischer - Volle Kraft voraus (Official Music Video). Abgerufen am 4. Oktober 2021 (deutsch).
15. ↑  TWENTY4TIM - BLING BLING (Official Video). Abgerufen am 25. Juli 2023 (deutsch).
16. ↑  TWENTY4TIM - GÖNN DIR (Official Video). Abgerufen am 25. Juli 2023 (deutsch).
17. ↑  TWENTY4TIM - GALAXIE (Official Video). Abgerufen am 25. Juli 2023 (deutsch).
18. ↑  Alicia Awa - Rosen [Official Video]. Abgerufen am 25. Juli 2023 (deutsch).
19. ↑  Helene Fischer - Best of Live/So wie ich bin - Die Tournee [Blu-ray] von Helene Fischer. Abgerufen am 25. Juli 2023.
20. ↑  fm MusikWoche: Helene Fischer geht 2011 mit Orchester auf Tour. Abgerufen am 25. Juli 2023.
21. ↑  Helene Fischer – Für einen Tag | Live 2012 Helene Fischer - Vidéo Dailymotion. 24. Januar 2019, abgerufen am 25. Juli 2023.
22. ↑  Helene Fischer: Das Sommer-Open-Air 2013. 22. Februar 2014, abgerufen am 25. Juli 2023.
23. ↑  Helene Fischer - Farbenspiel Live (Tänzer). Abgerufen am 25. Juli 2023 (deutsch).
24. ↑  Helene Fischer | Fehlerfrei (Farbenspiel Live - Die Stadion-Tournee). Abgerufen am 25. Juli 2023 (deutsch).
25. ↑  Helene Fischer "Die Stadion-Tour - live" im Online Stream ansehen | RTL+. Abgerufen am 25. Juli 2023.
26. ↑  Michelle TABU Live 2019 Tour (Trailer). Abgerufen am 25. Juli 2023 (deutsch).
27. ↑  Lisa: Die NO ANGELS spielen CELEBRATION – TOUR in 12 Städten - Radio:Active Magazine. 20. Juni 2022, abgerufen am 25. Juli 2023 (deutsch).
28. ↑  Helene Fischer - München 2022. In: Leutgeb Entertainment. Abgerufen am 25. Juli 2023 (deutsch).
29. ↑  Anmeldung • Instagram. Abgerufen am 25. Juli 2023.

| Personendaten    | Personendaten                                                                       |
| ---------------- | ----------------------------------------------------------------------------------- |
| NAME             | Kalay, Cale                                                                         |
| KURZBESCHREIBUNG | jugoslawisch-deutscher Entertainer, Creative Director, Produzent, Sänger und Tänzer |
| GEBURTSDATUM     | 28. Juli 1986                                                                       |
| GEBURTSORT       | Belgrad, Jugoslawien                                                                |